# رودافشان
روداَفشان روستایی از توابع بخش مرکزی شهرستان دماوند در استان تهران ایران است. یکی از جاذبه‌های این روستا وجود غار رودافشان در نزدیکی آن است. اهالی روستا به زبان تاتی صحبت می‌کنند.

## جمعیت
این روستا در دهستان ابرشیوه قرار دارد و براساس سرشماری مرکز آمار ایران در سال ۱۳۸۵، جمعیت آن ۴۷ نفر (۱۹خانوار) بوده‌است.

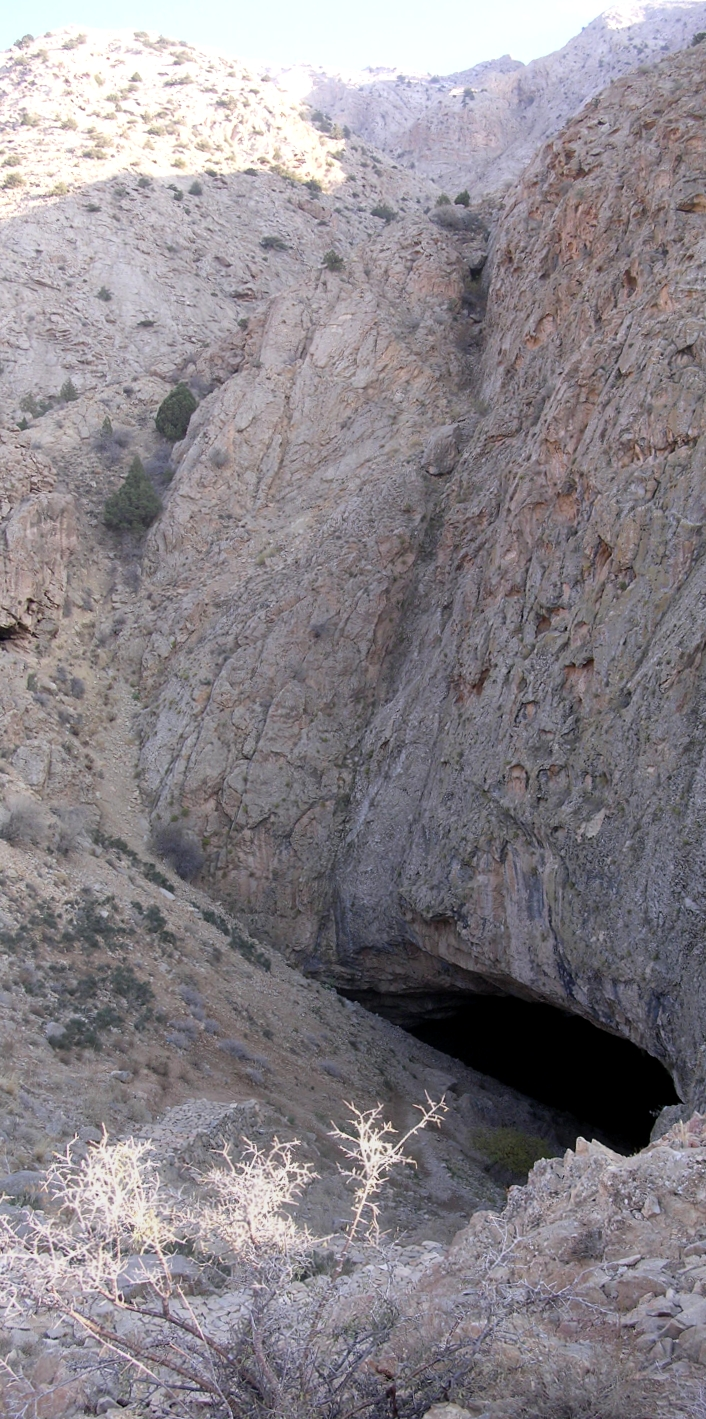
ورودی غار رودافشان

### زبان
مردم این روستا از قومیت طبری هستند و به زبان طبری دماوندی که گویشی از زبان مازندرانی می‌باشد صحبت می‌کنند.